# Levent (Istanbul)

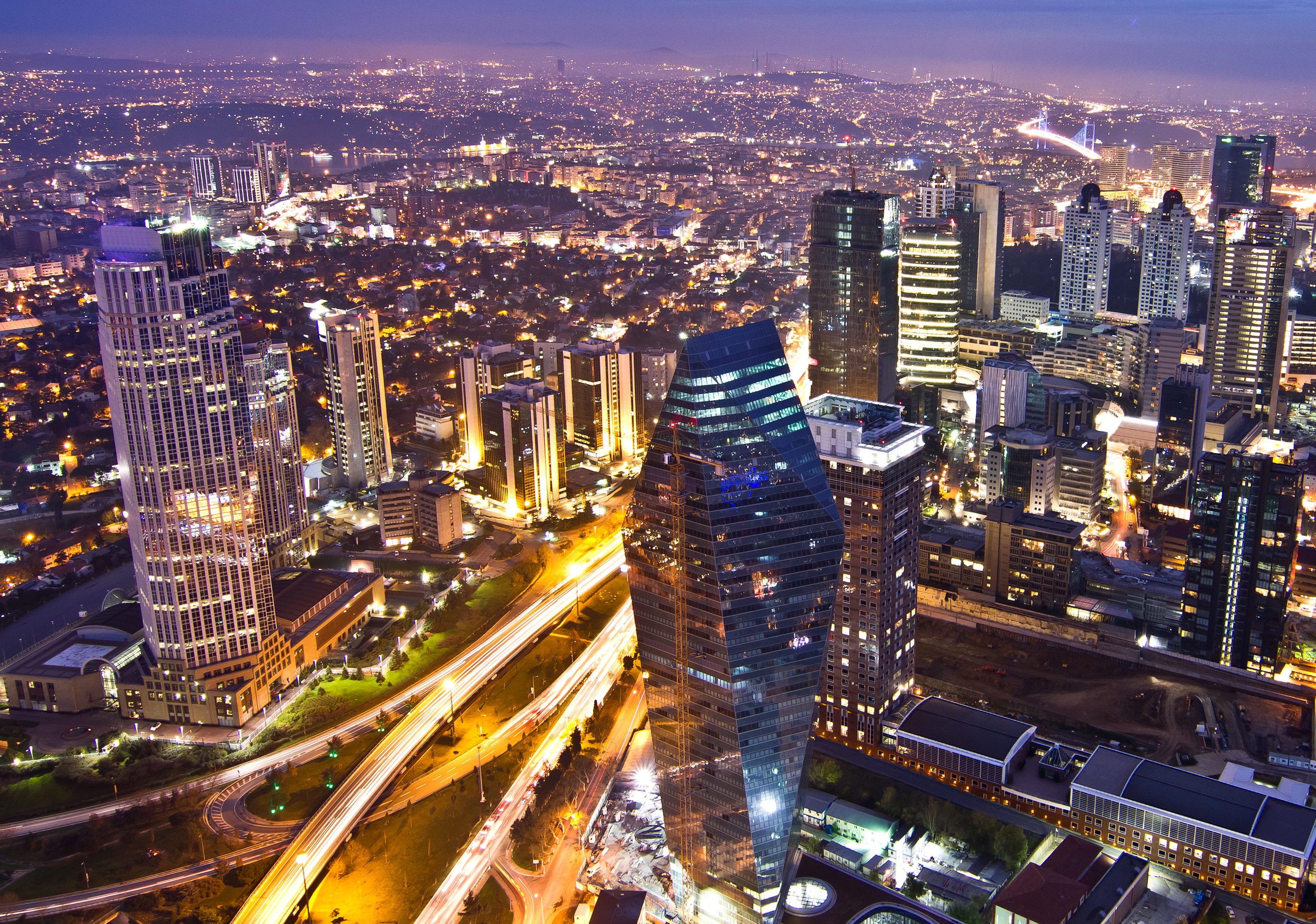
Das Finanzviertel Levent in Istanbul vom Sapphire of Istanbul aus gesehen

Levent ist ein Viertel des Istanbuler Stadtteils Beşiktaş.
Das Finanzviertel Levent liegt zwischen Etiler und dem anderen Finanzviertel Maslak, das zum Stadtteil Şişli gehört.
Die Büyükdere Caddesi bildet die Hauptstraße von Levent und trennt es von dem benachbarten Viertel Maslak. Einige Konzerne haben dort ihre Hauptsitze und auch für die Industrie ist Levent wichtig. In Levent stehen einige der bekannteren Wolkenkratzer Istanbuls, darunter das Sapphire of Istanbul und der İşBank Tower 1. Diese waren über viele Jahre die höchsten Gebäude der Stadt. Bekannt in Levent sind auch das Einkaufszentrum Metro City und der Sporcular Parkı („Park der Sportler“). Der Stadtteil ist mit der U-Bahn zu erreichen.